# 宇都宮正宗
宇都宮 正宗（うつのみや まさむね、1975年 - ）は日本のウェブクリエイター、プログラマ、市民活動家。大学堂代表取締役。

## 経歴
小学生のころよりプログラミングへ親しんでいた。20代の頃、3DCGを偶然作ってみたことから楽しさを知った。後に3DCGは浮世絵のようなものでなく、西洋画的な光と影の手法であり、デッサンと同じ感覚であると語っている。
美容師見習い、警備員、鉄筋施工技能士などをへて2000年よりプログラマへ。
大阪府豊能町のウェブマガジン「とよのていねい」を運営しており、デジタルコンテンツの企画・制作、キャンペーンサイトなどWEB制作を行なっている。また、豊能町の取材などを行う「トヨノノレポーター」、トヨノノレポーター講座の講師を務めた。

## 人物
「体の70%は水でできているのが主な特徴」と公式ブログのプロフィールで公表している。